# علم اللاهوت العقائدي
اللاهوت العقائدي، ويسمى أيضًا العقائدية، هو جزء من اللاهوت الذي يتعامل مع حقائق الإيمان النظرية المتعلقة بالله وأعمال الله، وخاصة اللاهوت الرسمي المعترف به من قبل هيئة الكنيسة المنظمة، مثل الكنيسة الرومانية الكاثوليكية، والكنيسة الإصلاحية الهولندية، وما إلى ذلك. في بعض الأحيان، يُطلق على علم الدفاعيات أو اللاهوت الأساسي اسم "اللاهوت العقائدي العام"، ويتم تمييز اللاهوت العقائدي عنه على أنه "لاهوت عقائدي خاص". ومع ذلك، في الاستخدام الحالي، لم تعد الدفاعيات تُعامل كجزء من اللاهوت العقائدي ولكنها وصلت إلى مرتبة علم مستقل، ويُنظر إليها عمومًا على أنها مقدمة وأساس للاهوت العقائدي.
أصبح مصطلح اللاهوت العقائدي مستخدمًا على نطاق واسع بعد الإصلاح البروتستانتي، وتم استخدامه للإشارة إلى بنود الإيمان التي صاغتها الكنيسة رسميًا. مثال على اللاهوت العقائدي هو البيانات العقائدية أو العقائد التي صاغتها مجامع الكنيسة الأولى التي سعت إلى حل المشكلات اللاهوتية واتخاذ موقف ضد التعليم الهرطقي. هذه العقائد أو العقائد التي خرجت من مجامع الكنيسة اعتبرت ذات سلطة وملزمة لجميع المسيحيين لأن الكنيسة أقرتها رسميًا. أحد أهداف اللاهوت العقائدي هو صياغة وتوصيل العقيدة التي تعتبر أساسية للمسيحية والتي إذا تم إنكارها فإنها تشكل بدعة.